# 泊村 (鳥取県)
泊村（とまりそん）は、かつて鳥取県の中部に存在した村である。東伯郡に属した。
2004年（平成16年）10月1日に、同じ東伯郡の羽合町および東郷町と市町村合併し、湯梨浜町になった。
日本にある「泊村」の中で唯一「とまりそん」という読み方だった。他の「泊村」は「とまりむら」である。

## 歴史
- 1889年（明治22年）10月1日 - 町村制の施行により、近世以来の河村郡泊村が単独で自治体を形成。
- 1896年（明治29年）4月1日 - 所属郡が東伯郡に変更。
- 1918年（大正7年）1月1日 - 久津賀村・三橋村と合併し、改めて泊村が発足。
- 2004年（平成16年）10月1日 - 羽合町・東郷町と合併して湯梨浜町が発足[1]。同日泊村廃止。

## 地域

### 健康
- 平均年齢
- 生涯スポーツ活動推進事業の中でグラウンドゴルフを考案する。 用語「トマリ」は、この村の名が由来となっている。

### 教育
いずれも現在は湯梨浜町立。

#### 小学校
- 泊村立泊小学校

#### 中学校
- 村内に中学校はなく、羽合町泊村中学校組合立北溟中学校（羽合町）の通学区域となっている。

## 交通

### 鉄道路線
- 西日本旅客鉄道（JR西日本）
  - 山陰本線：泊駅
- 中心となる駅：泊駅

### 道路
高速道路
町内にあるインターチェンジ
山陰自動車道（青谷羽合道路）：泊東郷インターチェンジ
一般国道
町内を走る一般国道
国道9号
都道府県道
町内を走る県道
鳥取県道22号倉吉青谷線
鳥取県道162号泊港線
鳥取県道259号泊絹見青谷線